# Amédée-Hippolyte-Marie-Antoine de Mostuéjouls
Amédée-Hippolyte-Marie-Antoine de Mostuéjouls (9 juillet 1777, château de Mostuéjouls - 11 avril 1849, Mons), est un homme politique français.

## Biographie
Fils de Jean-Pierre, "marquis" de Mostuéjouls, et de Marie-Françoise-Adélaïde Le Filleul de La Chapelle, et frère de Charles-François-Alexandre de Mostuéjouls, lors de la Révolution française il émigra avec son frère. 
Il fut élu, le 24 novembre 1827, député du grand collège de l'Aveyron, siégea parmi les ultra-royalistes, soutint le ministère Polignac et rentra dans la vie privée aux élections de 1830.

## Sources
- « Amédée-Hippolyte-Marie-Antoine de Mostuéjouls », dans Adolphe Robert et Gaston Cougny, Dictionnaire des parlementaires français, Edgar Bourloton, 1889-1891 [détail de l’édition]